# Chùa Ounalom
Chùa Ounalom (tiếng Khmer: វត្តឧណ្ណាលោម hoặc theo cách viết khác là Wat Unnalom) là một ngôi chùa nằm trên quãng đường Sisowath tại thủ đô Phnôm Pênh, Campuchia. Chùa Ounalom là một trong năm ngôi chùa đầu tiên ở Phnôm Pênh, nằm gần Cung Điện Hoàng Gia Campuchia, đây là một trong những ngôi quan trọng nhất của Phnôm Pênh và là trung tâm Phật Giáo hệ Kana Mahanikaya ở Campuchia.. Chùa Ounalom được xây dựng chính thức trong thời kỳ trị vì của vua Ponhea Yat những năm 1443. Và trước năm 1974 Chùa Ounalom đã có hơn 500 tu sĩ Phật giáo đến học tập. Tại Chùa Ounalom có số lượng sách, kinh sưu tập hơn 30.000 quyển. Thời kỳ 1975 - 1979, do bị tàn phá bởi Khmer Đỏ nên chùa bị hư hại khá nặng nề, rất nhiều sách bị mất đi. Tuy nhiên sau khi chiến tranh kết thúc thì Chùa Ounalom đã được tu sửa rất khang trang.
Chùa Ounalom nằm bên bờ sông Tonle Sap, là điểm tham quan thu hút nhiều khách du lịch bởi kiến trúc có nét riêng khá độc đáo. Chùa Ounalom có chính điện, thư viện và những căn nhà dành cho các nhà sư ở và học tập. Chánnh điện chùa Ounalom, được phục dựng vào năm 1952, là phiên bản hiện đại của ngôi chùa ban đầu trong thế kỷ XV. Nó được lan truyền trên ba cấp độ và có một bộ sưu tập thú vị của bức tranh tuyệt vời và các di tích văn hóa Phật giáo mang lại ánh sáng Từ bi Trí tuệ và cho cuộc đời của Đức Phật.
Chùa Ounalom có ba tòa nhà chính với đền thờ ở chính giữa và với hai tòa nhà bên cạnh có thiết kế độc đáo. Kiến trúc gây ấn tượng đẹp, trang nhã với dấu ấn truyền thống của người Khmer, hòa quyện trong phong cách tinh tế của kiến trúc Angkor. Nhiều du khách ghé thăm Chùa Ounalom là do nơi đây lưu trữ một lượng sách, kinh Phật quá phong phú. Những người thích thú đọc và nghiên cứu ưa chuộng đến Chùa Ounalom là vì vậy. Đặc biệt Chùa Ounalom có lưu giữ nhiều cổ vật, một số cổ vật những hiện vật khiến nhiều người có cảm giác an bằng, tĩnh tâm khi muốn tìm về cõi bình yên trong tâm hồn sau những bon chen cuộc sống. Hiện nay, ngôi chùa được rất nhiều du khách ghé tham quan và hành hương đến thăm bảo tháp Chetdai - một Bảo tháp 500 năm tuổi, nơi tôn trí, bảo tồn ngọc Xá lợi lông mày của đức Phật. Trong thời kỳ Angkor, ngôi Bảo tháp tuyệt vời này cũng rất bất ngờ trong bốn hình ảnh đồng của Đức Phật trong tư thế ngồi, mỗi trong số đó phải đối mặt với một hướng chính. Ngôi cổ tự Ounalom linh thiêng, nơi thu hút du khách thập phương hành hương từ mọi miền đất nước và là điểm tham quan thu hút khách du lịch khi đến Campuchia.

## Hình ảnh

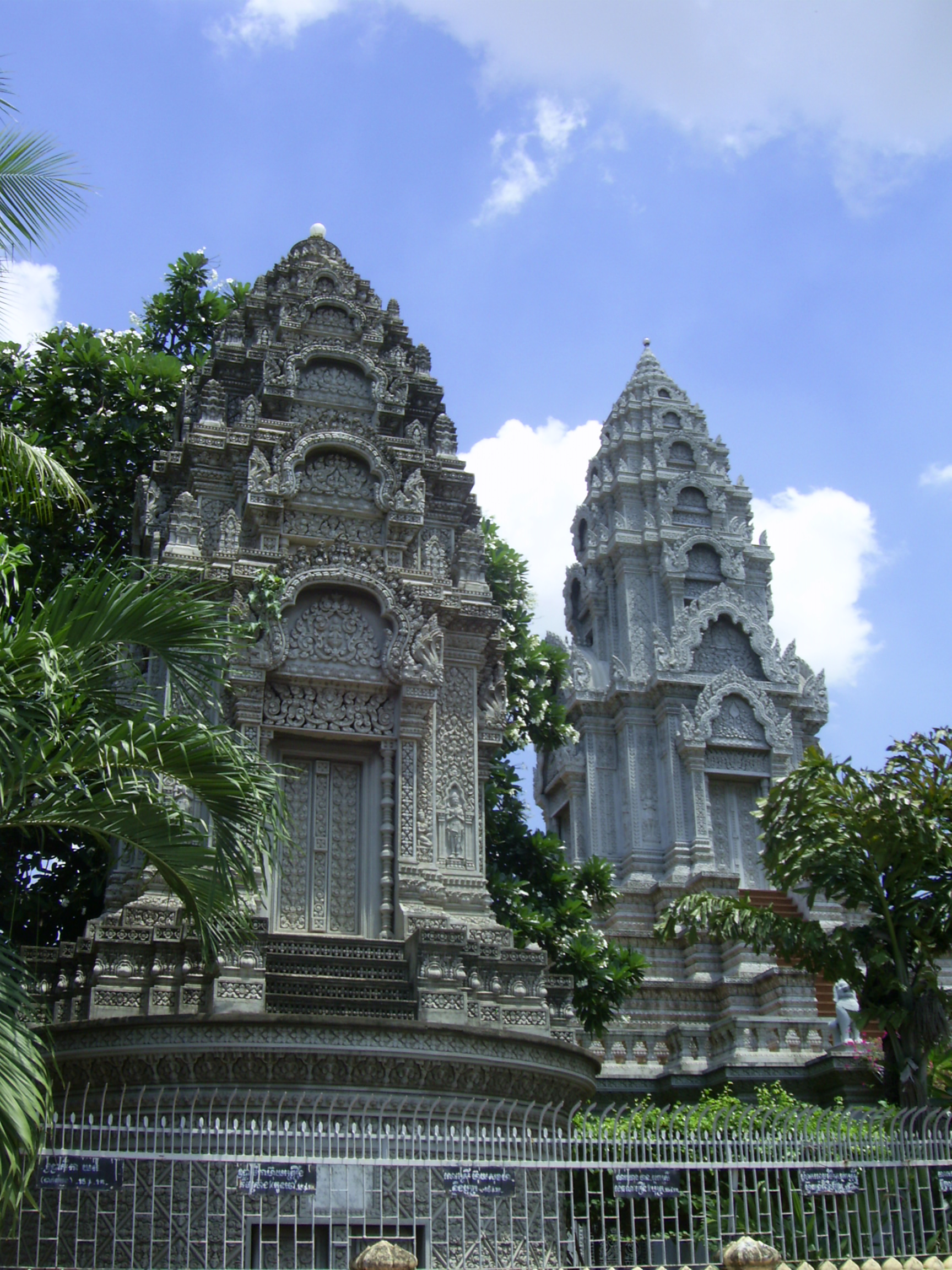
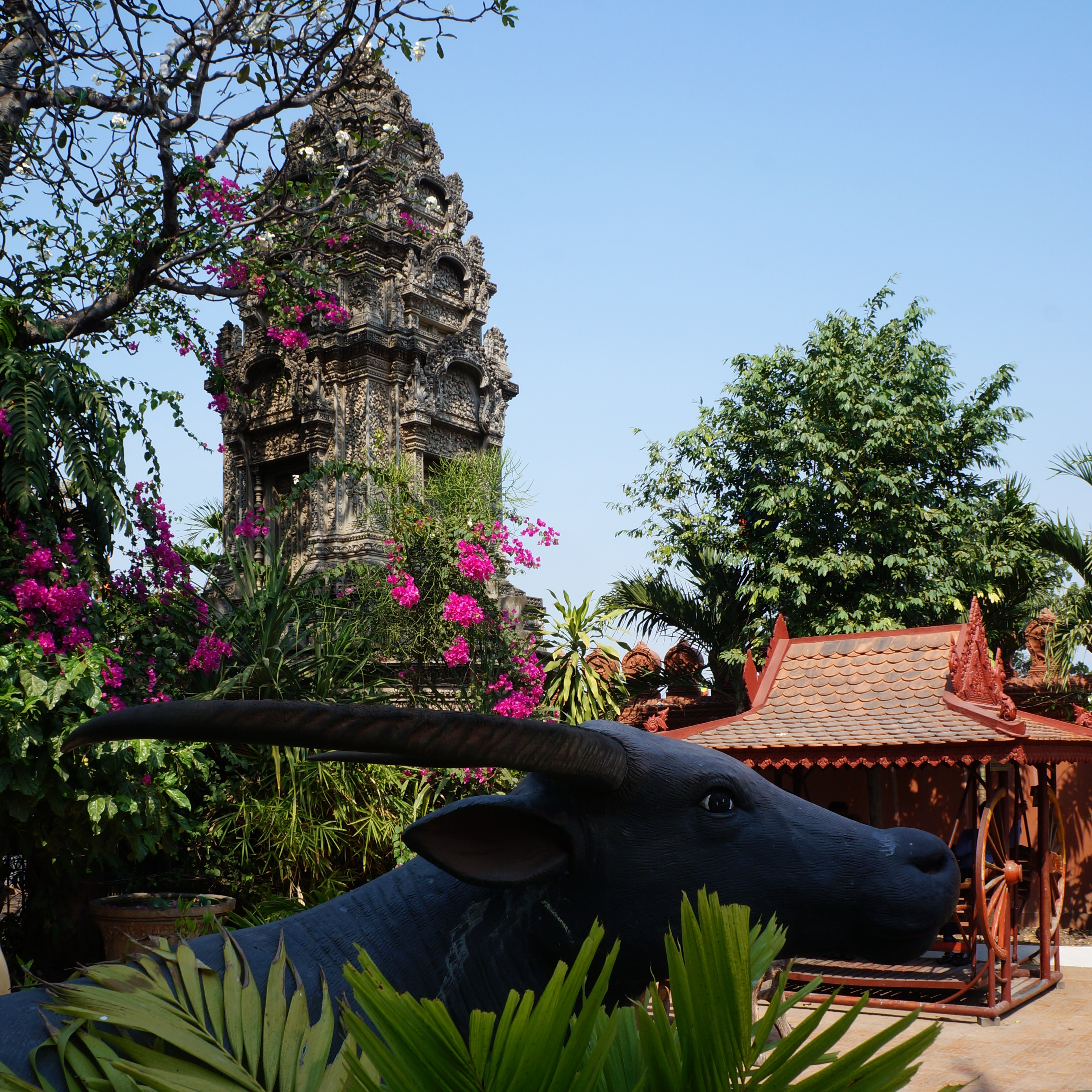
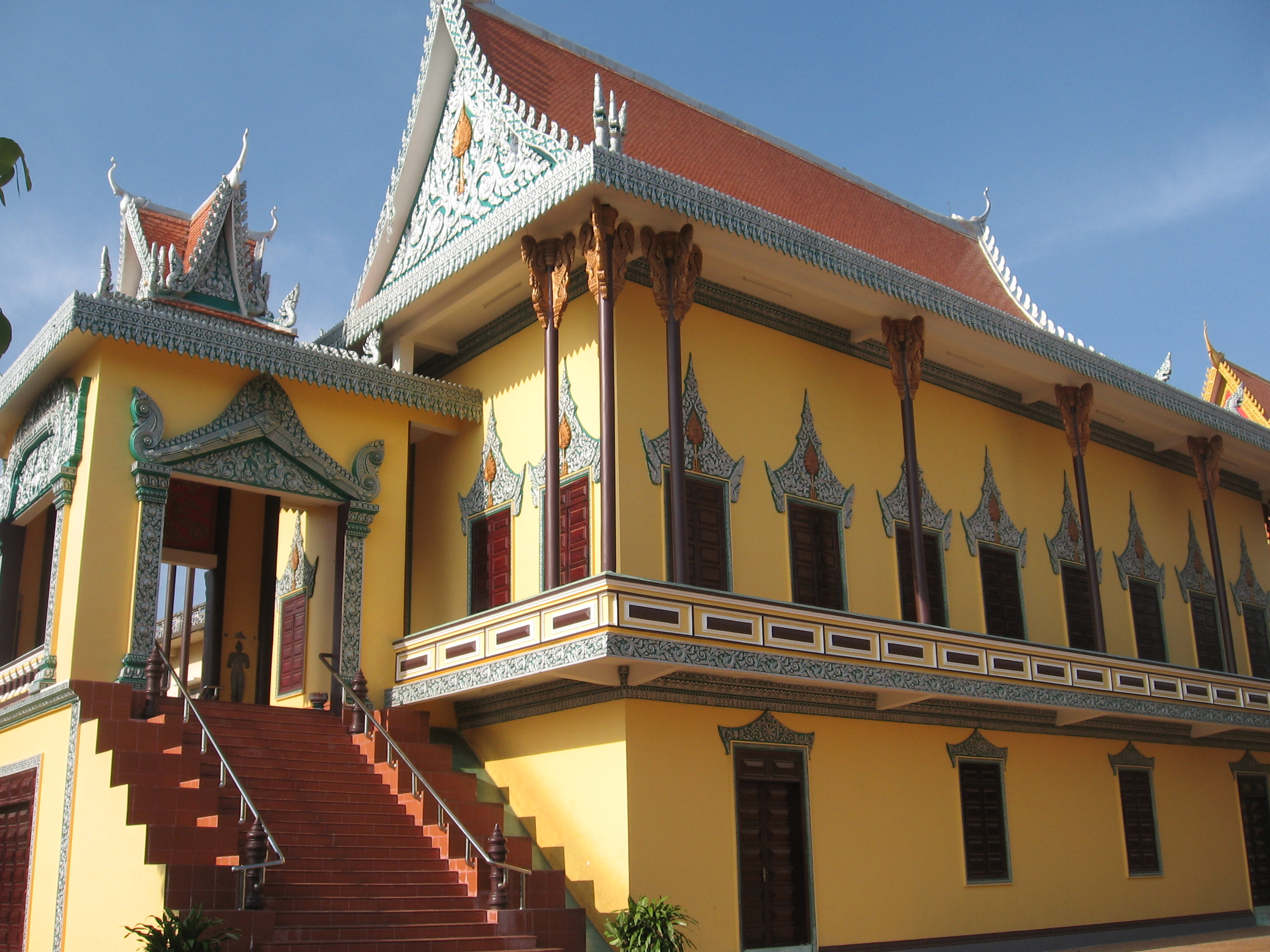
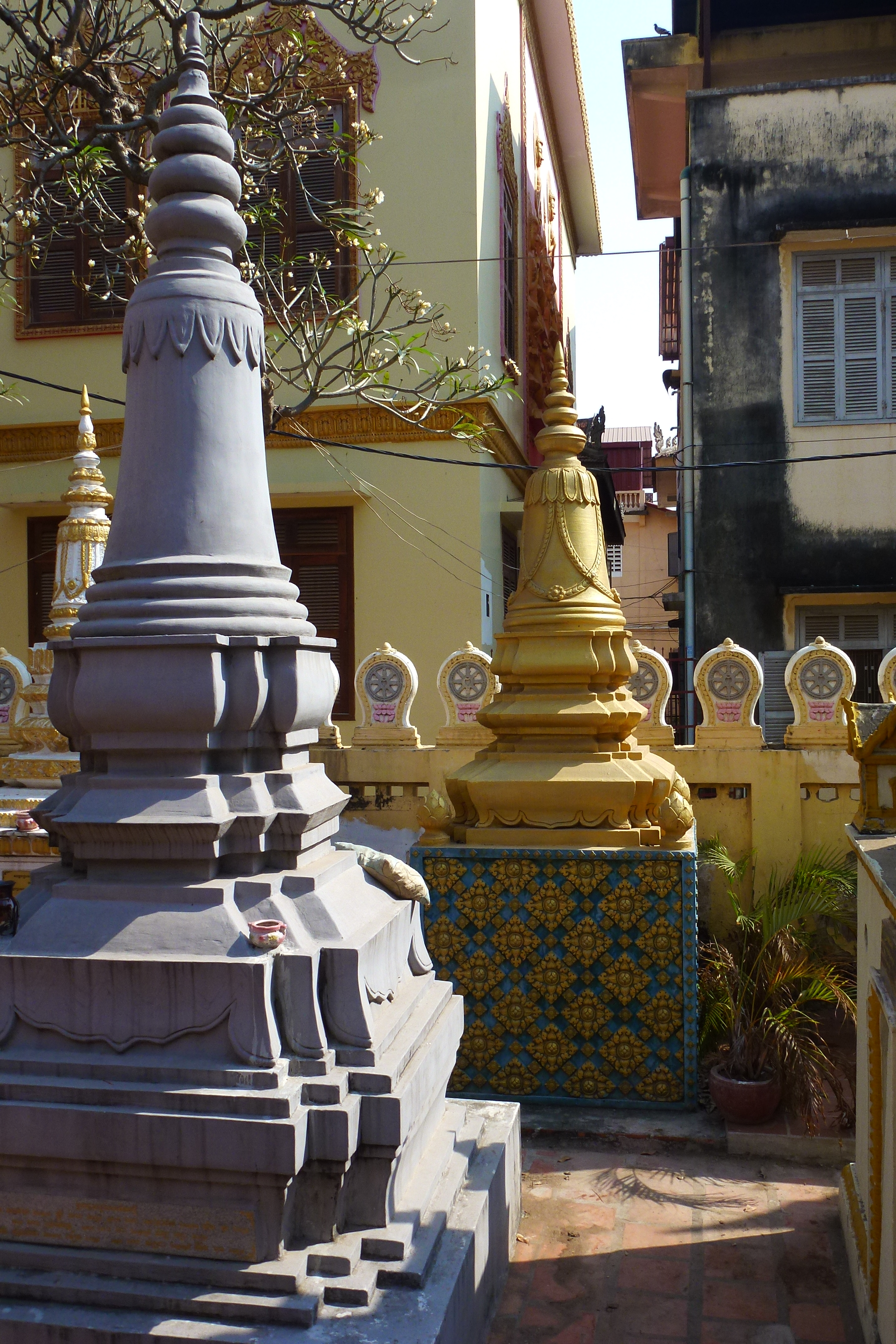
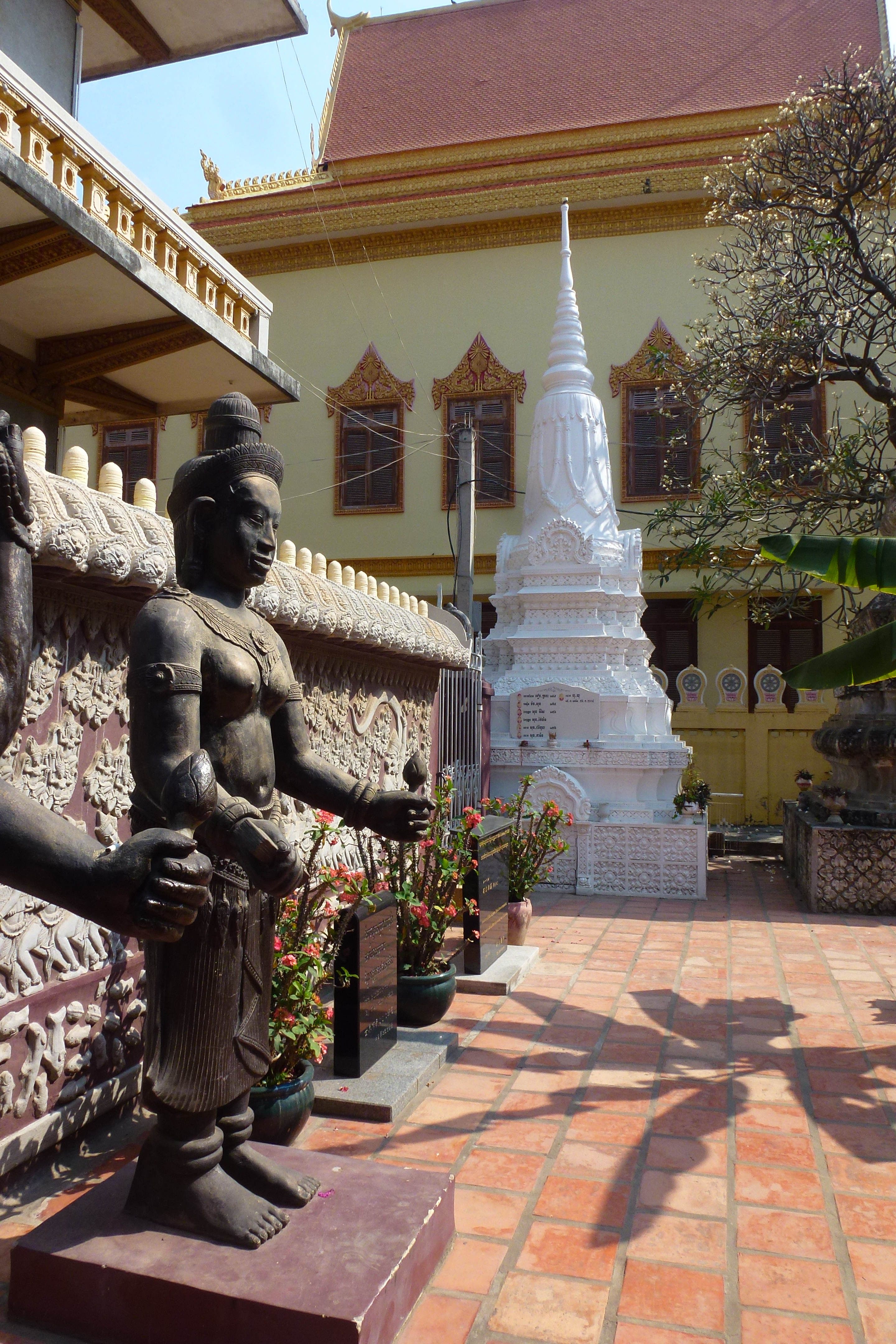
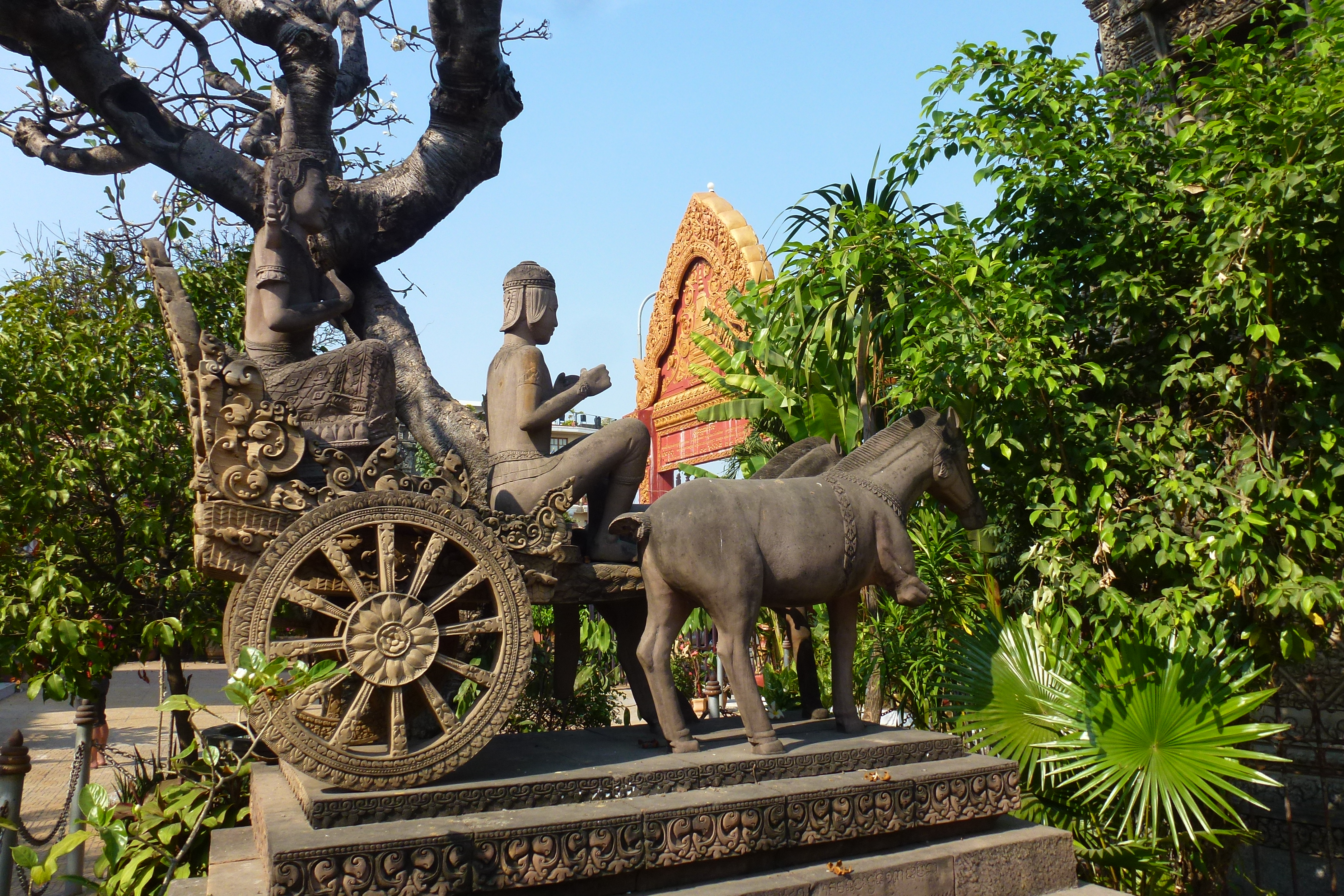
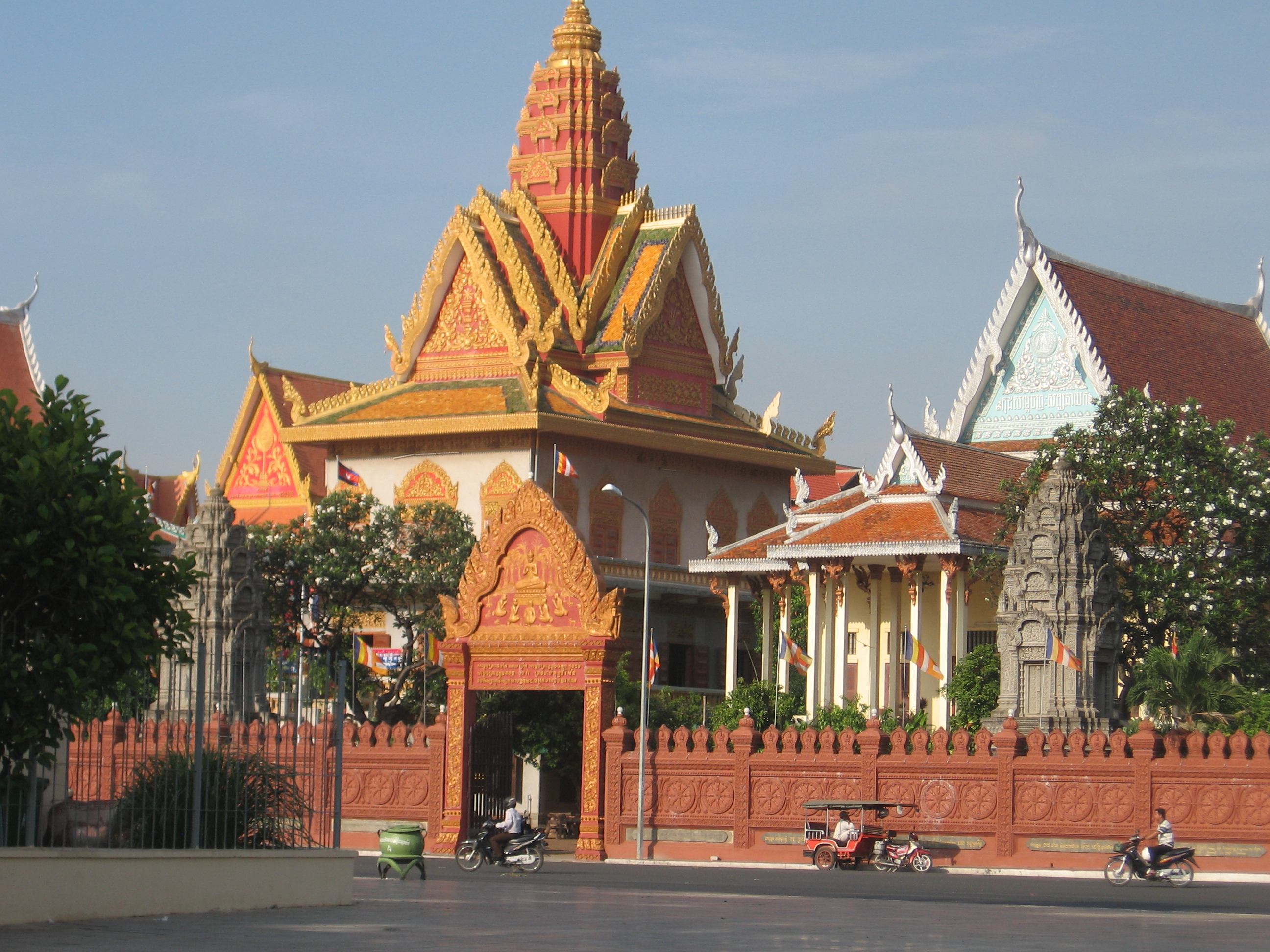
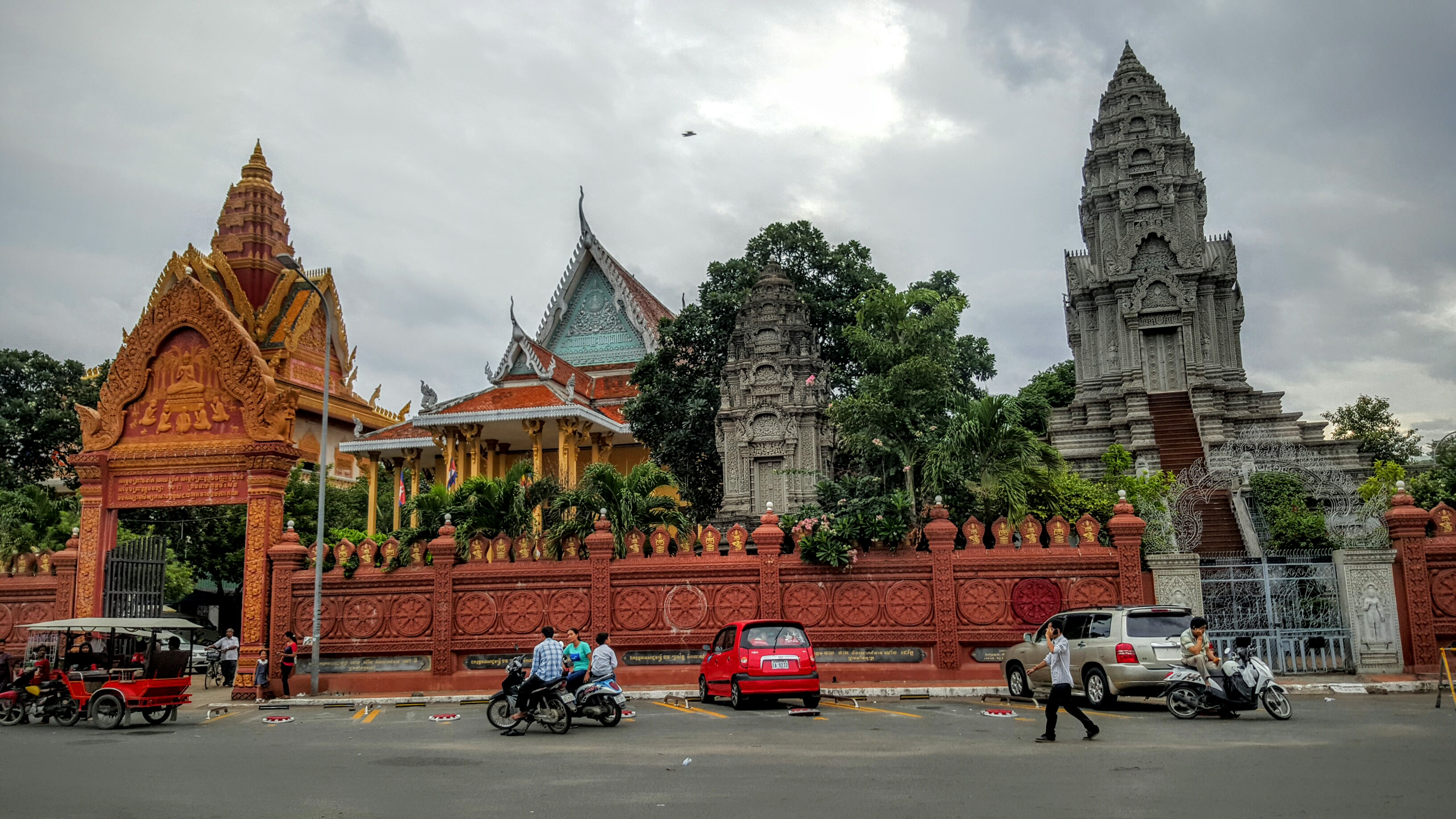